# Ducado de T'Serclaes
El ducado de T'Serclaes es un título nobiliario español que goza de grandeza de España con antigüedad de 1705. Fue concesión de la reina Isabel II, por Real Decreto del 3 de junio de 1855 y Real Despacho del 3 de agosto de 1856, en favor de José María Pérez de Guzmán y Liaño, v príncipe de T'Serclaes de Tilly en Flandes, maestrante de Sevilla, senador vitalicio nombrado por dicha reina y su gentilhombre de cámara con ejercicio y servidumbre.
La citada reina creó la merced por conversión en título ducal y de Castilla del principado de T'Serclaes de Tilly, que había sido concedido en Flandes por el rey Carlos II el 22 de diciembre de 1693, en favor de Alberto Helfrido Octavio T'Serclaes de Tilly y Montmorency, capitán general de los Reales Ejércitos, maestre de campo general de Flandes, virrey de Navarra, Aragón y Cataluña, caballero del Toisón de Oro. Descendiente del general flamenco Juan T'Serclaes.
La grandeza de España fue concedida por el rey Felipe V al citado primer príncipe, en premio de sus méritos contraídos en la Guerra de Sucesión, mediante Real Decreto del 22 de julio de 1705 y Real Despacho del 14 de agosto del mismo año. Y quedó subrogada en el título ducal.
Los duques de T'Serclaes estuvieron muy vinculados a las ciudades de Sevilla y Jerez de los Caballeros, donde tuvieron sendos palacios. En uno y otro ubicaron sus bibliotecas el segundo duque, Juan Francisco, y su hermano gemelo Manuel Pérez de Guzmán y Boza, creado marqués de Jerez de los Caballeros. La importante colección de libros antiguos reunida por estos dos bibliófilos se dispersó después de sus días: la biblioteca del duque fue repartida en lotes entre sus herederos, y la del marqués la compró completa Archer Huntington, para su fundación de la Sociedad Hispánica de América, con sede en Nueva York, EE. UU..

## Lista de príncipes y duques
|                                                                           | Titular                                                                   | Periodo                                                                   |
| Príncipes de T'Serclaes de Tilly (título de Flandes creado por Carlos II) | Príncipes de T'Serclaes de Tilly (título de Flandes creado por Carlos II) | Príncipes de T'Serclaes de Tilly (título de Flandes creado por Carlos II) |
| ------------------------------------------------------------------------- | ------------------------------------------------------------------------- | ------------------------------------------------------------------------- |
| I                                                                         | Alberto T'Serclaes de Tilly y Montmorency                                 | 1693-c.1715                                                               |
| II                                                                        | Octavio Ignacio T'Serclaes de Tilly                                       | c.1715-c.1740                                                             |
| III                                                                       | Albertina T'Serclaes de Tilly y Bacq                                      | c.1740-c.1775                                                             |
| IV                                                                        | Francisco Javier Pérez de Guzmán y Ruiz de Castro                         | c.1775-1810                                                               |
| V                                                                         | José María Pérez de Guzmán y Liaño                                        | 1810-1856                                                                 |
| Duques de T'Serclaes (título de Castilla creado por Isabel II)            |                                                                           |                                                                           |
| I                                                                         | José María Pérez de Guzmán y Liaño                                        | 1856-1878                                                                 |
| II                                                                        | Juan Francisco Pérez de Guzmán y Boza                                     | 1879-1934                                                                 |
| III                                                                       | Alfonso Pérez de Guzmán y Escrivá de Romaní                               | 1934-1936                                                                 |
| IV                                                                        | José María Pérez de Guzmán y Escrivá de Romaní                            | 1941-2000                                                                 |
| V                                                                         | José María Pérez de Guzmán y Martínez de Campos                           | 2001-hoy                                                                  |

## Historia genealógica
El concesionario del ducado, en 1856, fue

• José María Pérez de Guzmán y Liaño (1798–1878), i duque de T'Serclaes, grande de España, quinto príncipe de T'Serclaes de Tilly en Flandes, senador vitalicio nombrado en 1856 por la reina Isabel II, y su gentilhombre de cámara con ejercicio y servidumbre. Natural de Madrid, fue bautizado en San Andrés el 10 de agosto de 1798 y falleció en Sevilla el 27 de enero de 1878..

Casó en Jerez de los Caballeros el 10 de octubre de 1849 con María de las Mercedes Boza y Aubarede, nacida el 25 de septiembre de 1826 en dicha ciudad, donde falleció el 18 de julio de 1875. Hija de Jerónimo Boza de Chaves y Saravia y de María de Europa de Aubarede y Quiñones. Fueron sus hijos:
1. Juan Francisco Pérez de Guzmán y Boza, primogénito, que sigue, y
2. Manuel Pérez de Guzmán y Boza (1852-1929), su hermano gemelo, i marqués de Jerez de los Caballeros, caballero de Alcántara, académico de la Real de la Historia y senador del Reino. Falleció en Sevilla el 12 de junio de 1929. Casó en Sevilla el 13 de julio de 1878 con Adelaida Pickman y Pickman, finada en Sevilla el 28 de febrero de 1942, hija de Carlos Pickman y Jones, i marqués de Pickman, y de María Josefa Pickman y Martínez de la Vega.[3] Con posteridad.[4]

Por Real Carta del 7 de enero de 1879, sucedió su hijo

• Juan Francisco Pérez de Guzmán y Boza (1852–1934), ii duque de T'Serclaes, caballero de Alcántara y clavero de la Orden, teniente hermano mayor de la Real Maestranza de Caballería de Sevilla. Nació en Jerez el 7 de abril de 1852 y falleció en San Sebastián el 12 de febrero de 1934.
Casó en Sevilla, iglesia de San Miguel, el 21 de marzo de 1882, con María de los Dolores Sanjuán y Garvey, nacida en Puerto Real el 24 de mayo de 1863, hija de Ramón Sanjuán e Irigoyen y de María del Rosario de Garvey y Capdepón, i marquesa de San Juan (pontificio). Tuvieron nueve hijos:
1. María del Rosario Pérez de Guzmán y Sanjuán,
2. Alfonso Pérez de Guzmán y Sanjuán, i marqués de Marbais, caballero de Alcántara y maestrante de Sevilla. Casó con María de las Mercedes Escrivá de Romaní y de Sentmenat, v marquesa del Campillo, hija de los condes de Sástago y de Alcubierre. Padres de
  1. Juan Pérez de Guzmán y Escrivá de Romaní, ii marqués de Marbais, que murió soltero en 1930.
  2. Alfonso Pérez de Guzmán y Escrivá de Romaní, que sigue.
  3. José María Pérez de Guzmán y Escrivá de Romaní, que seguirá.
  4. Mercedes Pérez de Guzmán y Escrivá de Romaní, mujer de Ignacio Puig y de Cárcer, caballero de Malta y maestrante de Sevilla.
  5. Pilar Pérez de Guzmán y Escrivá de Romaní, que casó con el general Rafael de Allendesalazar y Urbina, conde de Tobar, maestrante de Granada,
  6. y Joaquín Pérez de Guzmán y Escrivá de Romaní, vi conde de la Marquina, comandante del Ejército del Aire. Casó con Pilar de Lizasoain y Sasera.
3. Juan Pérez de Guzmán y Sanjuán, v conde de la Marquina, caballero de Alcántara y maestrante de Sevilla. Casó con Milagro Hurtado de Amezaga y Collado, iv duquesa de la Roca, marquesa de la Laguna, de Sofraga, etc., grande de España, hija de los vii marqueses del Riscal.
4. María de los Dolores Pérez de Guzmán y Sanjuán, que casó con Fernando Ramírez de Haro y Álvarez de Toledo, xiv conde de Bornos, grande de España.
5. María de la Concepción Pérez de Guzmán y Sanjuán, religiosa.
6. Luis Pérez de Guzmán y Sanjuán, v marqués de Lede, grande de España, caballero de Calatrava y maestrante de Sevilla. Casó con Begoña de Careaga y Basabe, hija de los i condes del Cadagua.
7. María del Pilar Pérez de Guzmán y Sanjuán.
8. María de la Blanca Pérez de Guzmán y Sanjuán, que casó con Ignacio Fernández de Henestrosa y Gayoso de los Cobos, xvi marqués de Camarasa, grande de España.
9. José María Pérez de Guzmán y Sanjuán, v conde de Hoochstrate, maestrante de Sevilla, que casó con Concepción Castillejo y Wall, hija de los condes de Floridablanca.
10. Y Manuel Pérez de Guzmán y Sanjuán, vii marqués de Morbecq, marido de Mercedes Carrión Santamarina, hija de los marqueses de Melín.

En 1934, por acuerdo de la Diputación de la Grandeza, sucedió su nieto

• Alfonso Pérez de Guzmán y Escrivá de Romaní (1915–1936), iii duque de T'Serclaes, iii marqués de Marbais. Murió soltero, asesinado el 25 de octubre de 1936.

Por acuerdo de la Diputación de la Grandeza de 1941 y Carta del generalísimo Franco del 7 de julio de 1950, sucedió su hermano

• José María Pérez de Guzmán y Escrivá de Romaní (1917-2000), iv duque de T'Serclaes, iv marqués de Marbais, vi marqués del Campillo.

Casó con Clotilde Martínez de Campos y Rodríguez, hija de los ii duques de la Seo de Urgel.
1. José María Pérez de Guzmán y Martínez de Campos, que sigue,
2. Alfonso Pérez de Guzmán y Martínez de Campos,
3. Pilar Pérez de Guzmán y Martínez de Campos,
4. Juan Pérez de Guzmán y Martínez de Campos, vii marqués de Campillo,
5. Rafael Pérez de Guzmán y Martínez de Campos,
6. y Francisco Pérez de Guzmán y Martínez de Campos.

Por Real Carta del 5 de febrero de 2001, sucedió su hijo

• José María Pérez de Guzmán y Martínez de Campos (1945-), v y actual duque de T'Serclaes, v marqués de Marbais, nacido en Madrid el 8 de septiembre de 1945.

Casó en Madrid el 19 de junio de 1982 con María Leticia Miñón y Echevarría, nacida en Madrid el 29 de enero de 1956, hija de José Luis Miñón y Miñón y de María Victoria Echevarría Alhambra. Tienen prole adoptiva:
1. Triana Pérez de Guzmán y Miñón,
2. Álvaro Pérez de Guzmán y Miñón
3. y Carlos Pérez de Guzmán y Miñón.